# Odbicie pocisku
Odbicie pocisku – zmiana kierunku lotu pocisku po uderzeniu w przeszkodę.
Zmiana kierunku następuje podczas uderzenia pocisku w cel pod małym kątem. Czynnikiem, który wpływa na jego kierunek, jest nierównomierność oporów ośrodka, w którym pocisk przebywa podczas uderzenia w cel (odchyla się wówczas w kierunku mniejszego oporu) oraz jego ruch obrotowy. W rezultacie kierunek jego odbicia jest zazwyczaj przypadkowy, a odbicie może być powierzchniowe oraz głębsze. Odbicie uzależnione jest między innymi od kąta upadku, długości oraz kształtu wierzchołka pocisku, ukształtowania i rodzaju powierzchni odbijającej, a także od prędkości dolotowej pocisku. 90% pocisków artyleryjskich odbija się od ziemi przy kątach upadku wynoszących mniej niż 15°, natomiast prawie wszystkie rodzaje pocisków karabinowych smukłych odbijają się od ziemi oraz wody przy kątach mniejszych niż 13–14°, natomiast pociski tępe przy kątach wynoszących mniej niż 7°.
Ułatwiające odbicie może być ukształtowanie powierzchni zmniejszające kąt upadku pocisku, którym może być twardy grunt lub materiał, z jakiego wykonany jest cel, na ogół zwiększa odbicie, chociaż nie zawsze. Może to być np. tępy pocisk karabinowy, który od płyty stalowej odbija się tylko przy kącie uderzenia mniejszym niż 2°, pocisk smukły natomiast przy kącie mniejszym niż 10–12°, gdzie kąt odbicia nigdy nie przekracza 3–5°. Zmniejszenie prędkości dolotowej powoduje, że odbicie pocisku następuje przy większym kącie padania. 
Zjawisko odbijania się pocisków wykorzystywane jest w artylerii podczas strzelania odbitkowego, natomiast podczas strzelania z broni strzeleckiej takie zjawisko jest niepożądane, gdyż może powodować rażenie własnych wojsk lub nawet samego strzelca (np. podczas wielokrotnego odbicia pocisku). Pociski karabinowe po odbiciu mogą przebyć drogę nawet do 3 kilometrów.